# Theatre of Tragedy
A Theatre of Tragedy norvég együttest 1993-ban alapították és 7 stúdióalbumot készítettek el 17 éven át tartó fennállásuk alatt, 2010-es feloszlásukig. A korai albumaik jelentős hatással voltak a gothic metal stílusra.

## Története
Hein Frode Hansen, miután kilépett a Phobia együttesből, egy barátjától megtudta, hogy a Suffering Grief új dobost keres. Itt ismerkedett meg Raymond István Rohonyi énekessel, valamint Pål Bjåstad és Tommy Lindal gitárossal. Ekkora még nem volt állandó basszusgitárosuk, Eirik T. Saltrø vállalta, hogy koncertek alkalmával fellép velük.
Miután próbatermet találtak, döntöttek Lorents Aspen (zongora) csatlakozásáról is. Ebben az időben a vokál jellemzően csak hörgésből állt.
Az első számuk, a Lament of the Perishing Roses után névváltáson estek át (La Reine Noir), ezt követte a már végleges Theatre of Tragedy. Liv Kristine, aki csak egy dal erejéig csatlakozott, állandó tagja lett az együttesnek.
1994-ben felvették első demójukat, majd ezt követte 1995-ben az első album, ami a zenekar nevét viselte. A másodikra se kellett sokat várni, 1996-ban érkezett Velvet Darkness They Fear címmel.
Az első EP az A Rose for the Dead nem sokkal ezután, 1997-ben került a boltokba és a második albumról lemaradt anyagokat tartalmazta. Karrierjük tetőpontjaként érkezett a harmadik, Aégis címet viselő lemez 1998-ban.
A 2000-ben kiadott Musique egy éles váltást hozott magával az együttes stílusában, a korábbi albumaikra jellemző zúzós gitár témákat és a 17. századi angol nyelvhasználatot felváltották az electropop és indusztriális metal elemek. A váltás ugyan új rajongókat is hozott, a régiek közül azonban sokan elpártoltak tőlük.
A 2002-es Assembly az előző albummal kitaposott úton haladt tovább, kifinomultabb lett elődjénél. Vegard K. Thorsen pedig ekkor lett állandó tagja az együttesnek.
2003 augusztusában Liv Kristine a megkerülhetetlen zenei ellentétekre hivatkozva eltávolításra került a zenekarból, helyét Nell Sigland (The Crest) vette át. A 2004 és 2005-ös turnék alkalmával mutatkozott be a közönségnek.
A hatodik album, a Storm már az új énekesnővel, 2006-ban jelent meg, ugyanezen címmel pedig egy kislemez is érkezett. Bár az előző két lemez zenei stílusát vitte tovább, az együttesre korábban jellemző elemek visszatértek.
2009-ben hivatalosan is megerősítették a hetedik album, a Forever Is the World érkezését, szeptemberben jelent meg és leginkább az Aégis jegyeit viselte magán. Egy speciális kiadás is érkezett a lemezből, ami "Addenda " című átdolgozott és kiadatlan számokat tartalmazó EP-t is magában foglalta.
A Metal Mind Productions bejelentette, hogy újra kiadja a Musique  és Assembly  albumokat, felújított hanggal és bónusz számokkal.
Az együttes 2010 márciusában jelentette be az októberben bekövetkező feloszlását, családi okokra hivatkozva, de még egy utolsó európai koncertkörútra indultak a Where Angels Fall zenekarral. Szeptemberben a rajongók anyagi támogatásának köszönhetően megjelenhetett az első és egyben utolsó, Last Curtain Call címet viselő DVD-jük.

## Ismertetőjegyeik
Az együttes a vokálok terén a férfi basszus (kiegészítve a death metalra jellemző hörgéssel) és a női szoprán kontrasztjával egyedi stílust alkotott, a "Beauty and the Beast"-et. (Szépség és szörnyeteg) Az első három album dalszövegei főként 17. századi angol nyelven íródtak, de német is előfordult. A 2000-es évek (Musique  megjelenése) drasztikus váltást hozott, amit főleg az indusztriális rock műfaja inspirált, ezzel együtt elhagyták korábbi ismertetőjegyeiket.

## Tagok

### Végleges felállás
- Raymond István Rohonyi – vokál (1993–2010)
- Nell Sigland – vokál (2004–2010)
- Frank Claussen – gitár (1997–2010)
- Vegard K. Thorsen – gitár (1999–2010)
- Lorentz Aspen – billentyűk (1993–2010)
- Hein Frode Hansen – dobok (1993–2010)

### Korábbi tagok
- Liv Kristine – vokál (1993–2003)
- Tommy Lindal – gitár (1993–1997)
- Tommy Olsson – gitár (1997–1999)
- Geir Flikkeid – gitár (1995–1997)
- Pål Bjåstad – gitár (1993–1995)
- Eirik T. Saltrø – basszusgitár (1993–2000)

### Turnék alkalmával közreműködő előadók
- Bjørnar Landa – gitár (2006)
- Erik Torp – basszusgitár (2010)

## Diszkográfia

### Stúdióalbumok
- Theatre of Tragedy (1995)
- Velvet Darkness They Fear (1996)
- Aégis (1998)
- Musique (2000)
- Assembly (2002)
- Storm (2006)
- Forever Is the World (2009)

### Koncertalbumok
- Closure (2001)
- Last Curtain Call (2011)

### DVD
- Last Curtain Call (2011)

### EP
- Theatre of Tragedy (demó, 1994)
- A Rose for the Dead (1997)
- Virago  (1999)
- Inperspective  (2000)
- Addenda (2010)

### Kislemezek
- Der Tanz Der Schatten (1996)
- Cassandra (1998)
- Image (2000)
- Machine (2001)
- Envision (2002)
- Let You Down (2002)
- Storm (2006)
- Deadland (2009)

## Külső hivatkozások
- Hivatalos weboldal
- Theatre of Tragedy a Myspace-en